# Corley (condado de Braxton)
Corley (condado de Braxton) es un área no incorporada ubicada dentro del Distrito Norte, una división civil menor del condado de Braxton, Virginia Occidental, Estados Unidos. Está catalogada como un asentamiento humano por la Junta de Nombres Geográficos de los Estados Unidos.
El número de identificación (ID) asignado por el Servicio Geológico de Estados Unidos es 1554191.

## Geografía
Se encuentra a una altitud de 262 metros sobre el nivel del mar (860 pies) según el conjunto de datos de elevación nacional.